# 里納特·艾哈邁托夫
里納特·列昂尼多維奇·艾哈邁托夫（羅馬化：Rinat Leonidovych Akhmetov），1966年9月21日—），乌克兰伏爾加韃靼裔商人和寡头。乌克兰首富，SCM控股集团创始人和主席，截至2014年12月，他以10.8亿美元的净资产被列为世界上最富有的人第111位。乌克兰超级球队顿涅茨克矿工足球俱乐部的拥有者和主席。畢業於頓涅茨克國立大學經濟系。